# Junta Directiva de Autogobierno
La Junta Directiva de Autogobierno fue organizada por el Ejército Imperial Japonés en Mukden durante la última mitad de septiembre de 1931 después del Incidente de Mukden y la Invasión de Manchuria. El propósito de la Junta era iniciar un movimiento de independencia y expandirlo a toda Manchuria. El Coronel Seishirō Itagaki estaba a cargo de que la Sección de Personal, que se encargaba de supervisar a la Junta; y el Coronel Kenji Doihara, como jefe de la Oficina de Servicios Especiales, proporcionó a la Junta toda la información confidencial necesaria sobre los chinos. Aunque el presidente de la Junta era chino, aproximadamente el 90 por ciento del personal empleado por la Junta eran residentes japoneses en Manchuria.